# Carson Daly
Carson Daly (Santa Mónica, 22 de junio de 1973) es un presentador de televisión, personalidad de radio, productor y personalidad de televisión estadounidense. Antes de 2003, Daly fue VJ en Total Request Live de MTV, y DJ de la estación de radio 106.7 KROQ-FM con sede en el sur de California. En 2002, Daly se unió a NBC, donde comenzó a presentar y producir el programa de entrevistas nocturno Last Call con Carson Daly, y ocasionalmente presenta la programación de eventos especiales para NBC, como el espectáculo de fuegos artificiales del 4 de julio de Macy's, y es productor ejecutivo de Nochevieja con Carson Daly de Times Square a partir de 2003.
Desde entonces, Daly ha estado involucrado en roles más prominentes en NBC, como convertirse en anfitrión de su competencia musical de telerrealidad The Voice en 2011, y unirse al programa matutino de NBC Today como corresponsal de redes sociales en 2013, y su papel aumentó en los años siguientes convirtiéndose en coanfitrión.
Daly también ha trabajado como DJ de radio. Anteriormente fue presentador nocturno en la estación de radio de Los Ángeles KROQ-FM y, a partir de 2010, comenzó a presentar Mornings with Carson Daly en su estación hermana KAMP-FM. Daly también presenta un programa semanal de cuenta regresiva de los 30 mejores, The Daly Download con Carson Daly, que es producido por Entercom (anteriormente CBS Radio y es el padre de KAMP-FM) y distribuido a través de Westwood One. El programa se transmite los sábados y domingos por la mañana en una edición de 3-4 horas en las estaciones de radio CHR/AC.

## Trayectoria
Daly comenzó su carrera en la radiodifusión en la estación de radio KOME en San José, California. Luego se le dio a Daly el horario de 6 a 10 PM en la estación hermana de KOME, KROQ, en Los Ángeles. Fue durante el tiempo de Daly en KROQ que MTV reclutó a Daly para que sirviera como VJ durante la programación de la casa de playa de verano de MTV llamada "Motel California". A fines del verano de 1997, MTV contrató a Daly como VJ permanente, un puesto que obligó a Daly a trasladarse a Nueva York. Una vez en Nueva York, Daly comenzó a presentar MTV Live.
Daly fue anfitrión de MTV'S TRL de 1998 a 2003. TRL nació de dos programas, "Total Request" y "MTV Live", ambos presentados por Daly. El papel de Daly como presentador del popular programa en vivo incluyó presentar los 10 mejores videos del día y entrevistar a invitados famosos. En 2002, debutó Last Call with Carson Daly. El programa fue filmado en el mismo set que Saturday Night Live hasta 2005 cuando se mudó a Los Ángeles. A partir de 2003-2004, Daly comenzó a organizar un especial de Nochevieja para NBC, Nochevieja con Carson Daly.
En 2011, Daly comenzó a presentar y ser productor ejecutivo de la competencia musical de telerrealidad de NBC, The Voice. Los deberes de Daly como anfitrión incluyen ver audiciones a ciegas junto a los miembros de la familia del concursante. Como productor de The Voice, Daly ha ganado cuatro premios Emmy por Programa de Competencia de Realidad Sobresaliente, primero en 2013 y nuevamente en 2015, 2016 y 2017. Cuando la corresponsal de redes sociales Christina Millian dejó el programa, Daly se convirtió en el único presentador.
Carson Daly aparece en un papel breve pero fundamental en el primer episodio de My Name Is Earl. Mientras está en el hospital después de ser atropellado por un automóvil, Earl aprende sobre el karma al ver un episodio de Last Call with Carson Daly donde Daly afirma que su éxito es el resultado directo de hacer cosas buenas por otras personas. Earl se inspira así en Carson Daly para cambiar su propia vida y se propone compensar sus muchos errores pasados. Carson Daly también tuvo un pequeño papel en el programa Chappelle's Show de Dave Chappelle.
En septiembre de 2013, Daly se convirtió en el presentador de la sala naranja (reportero de redes sociales) en el programa Today y también sirve como presentador de relleno para Willie Geist y la edición de fin de semana del programa (Weekend Today). Daly es socio fundador con Jonathan Rifkind, Jonathan B. Davis y Bam Margera de un sello discográfico independiente, 456 Enterprise & Entertainment, que lanzó las compilaciones "Viva La Bands".